# Иссер, Мария
Мария Иссер (нем. Maria Isser, 22 октября 1929, Австрия — 25 февраля 2011, Иннсбрук) — австрийская саночница, выступавшая за сборную Австрии в середине 1950-х — начале 1960-х годов, чемпионка мира и Европы.
В общей сложности Мария Иссер является обладательницей пяти медалей чемпионатов мира, двух золотых (1957, 1960) и трёх серебряных (1955, 1959), причём одна из них на турнире 1955 года в Осло выиграна вместе с братом Йозефом в программе парных мужских заездов — за всю историю санного спорта это первый и уникальный случай, когда в этой дисциплине соревновалась женщина. Шесть раз спортсменка получала подиум чемпионатов Европы, в том числе четыре раза подряд была первой (1952—1955), один раз второй (1956), и один раз третьей (1951).
Участия в зимних Олимпийских играх Мария Иссер не принимала, так как закончила карьеру профессиональной спортсменки ещё до вхождения санного спорта в олимпийскую программу.